# Eksymäjärvi
Eksymäjärvi är en sjö i Finland. Den ligger i kommunen Kuusamo i landskapet Norra Österbotten, i den nordöstra delen av landet, 700 km norr om huvudstaden Helsingfors. Eksymäjärvi ligger 256,3 meter över havet. Arean är 1,68 kvadratkilometer och strandlinjen är 12,2 kilometer lång. Sjön  ingår i Koundaälvens huvudavrinningsområde. 